# Orquestra Filarmônica Nacional Húngara
A Orquestra Filarmônica Nacional Húngara (em húngaro:  Nemzeti Filharmonikus Zenekar) é a mais prestigiada orquestra sinfônica da Hungria. Baseada na capital, Budapeste, foi fundada em 1923 como Orquestra Metropolitana. Também foi denominada por Orquestra Sinfónica do Estado Húngaro (em húngaro:  Magyar Állami Hangversenyzenekar). Zoltán Kocsis é o atual diretor musical.
Em 1996, ainda como Hungarian State Symphony Orchestra, participou no álbum Mapas do maestro português José Calvário, um trabalho editado pela Strauss.

## Maestros
- Zoltán Kocsis (1997–2016)
- Ken-Ichiro Kobayashi (1987–1997)
- János Ferencsik (1952–1984)
- László Somogyi (1945–1952)
- Dezső Bor
- Zoltan Rozsnyai